# Nordebert
Nordebert of Norbert (??? – 697) was graaf van Parijs. Van 687 tot 697 was hij hertog van Bourgondië.
Nordebert was een trouwe volgeling van Pepijn van Herstal, die hem na de Slag bij Tertry (687) in Neustrië en Bourgondië aanstelde als een soort regent omdat zijn eigen zonen nog te jong waren. Rond 695 stelde Pepijn zijn zonen Grimoald II en Drogo van Champagne aan tot hofmeier van Neustrië, respectievelijk Bourgondië. Na de dood van Nordebert in 697 werd Drogo ook tot hertog van Bourgondië benoemd. 